# Andre Hehanussa
Andre Hehanussa, właśc. Andre Ronal Benito Hehanussa Yance (ur. 24 lipca 1964 lub 1974 w Makasarze / Ujungpandang) – indonezyjski piosenkarz i twórca tekstów, były wokalista grupy Katara Singers.
Urodził się w dzisiejszym Makasarze, ma jednak pochodzenie ambońskie.
Utwory „Kuta Bali” i „Bidadari” są zaliczane do jego „legendarnych piosenek”. Debiutował w 1995 r. albumem Bidadari. W 1996 r. wydał drugi album zatytułowany Kedua.
Okres jego największej sławy przypadł na lata 90. XX wieku. Na swoim koncie ma szereg nagród AMI (Anugerah Musik Indonesia) 1997 w kategoriach: najlepszy album R&B (za Kedua), najlepszy piosenkarz R&B, najlepszy twórca utworu muzycznego R&B (za „Melayang”).